# RTVi
RTVi (Russian Television International; Russisch: РТВи) ist ein unabhängiger russischsprachiger privater Fernsehsender. Er sendet ein Vollprogramm für Zuschauer in Europa, Nordamerika und im Nahen Osten. Die Zielgruppe des Senders umfasst über 6 Millionen russischsprachige Bürger in Deutschland, ca. 6 Millionen in den USA, 1,5 Millionen in Israel und ca. 17 Millionen in den Folgestaaten der Sowjetunion und bedient somit die größte ethnische Zuschauergruppe Europas. RTVi wird auch in der Ukraine, den baltischen Staaten, Belarus und Georgien in Kabelnetze eingespeist. Die technische Reichweite über alle Verbreitungswege des Senders liegt bei ca. 35 Millionen Zuschauern weltweit.
Die Berichterstattung von RTVi gilt als weitgehend unabhängig. Zeitweise hatte RTVi den Slogan "Der einzige Sender, der auf Putin nicht hört".

## Programm und Geschichte
RTVi bietet ein  Vollprogramm mit Unterhaltungssendungen, TV-Serien und Spielfilmen in russischer Sprache. Mehrmals am Tag werden neben Nachrichten Reportagen und Sondersendungen aus der ganzen Welt präsentiert. Neben den mehreren täglichen Nachrichtensendungen erreicht die wöchentliche Informationssendung Time-code („Тайм-код“), mit Wladimir Lenski weltweit hohe Einschaltquoten bei russischsprachigen Zuschauern.
RTVi war lange Zeit der weltweit einzige Fernsehsender für russisches Publikum, der sein Programm außerhalb Russlands produziert, inzwischen einer der wenigen neben Doschd und OstWest.
Der Sender wurde 1997 von Wladimir Gussinski in als "NTV International" gegründet. Heute liegen die Studios von RTVi in Berlin, Riga, New York und Tel Aviv. RTVi unterhält Büros in Washington, D.C., London, Moskau, Kiew, Tiflis, Jerewan und Chișinău. In Deutschland kann RTVi über Satellit und im kostenpflichtigen IPTV-Digitalangebot „Premium“ von Kartina Digital GmbH empfangen werden.
Im September 2016 leitete der neue Programmchef Alexei Piwowarow eine umfangreiche Erneuerung des Senders an. Ab Frühjahr 2017 ist der Sender im neuen Erscheinungsbild für Millionen Zuschauer weltweit zu sehen.
Der Slogan von RTVi lautet "Телеканал, говорящий на весь мир по-русски" Telekanal, goworjaschtschi na wes mir po-Russki (Sender, der weltweit Russisch spricht) (Stand 2021).

## Sendungen
Die Reihe von Sondersendungen Newsmaker’s Hour sieht immer ein Gespräch mit einer bekannten Person der internationalen Politikbühne vor.
Die europäische Sendung von RTVi wird in einem Hinterhof in Berlin-Charlottenburg produziert. In provisorischen Büroräumen übersetzt eine Redaktion u. a. Beiträge des ZDF auf Russisch und Belarussisch.

## Bekannte Mitarbeiter
- Tichon Dsjadko[10] – Moderator

- Konstantin Goldenzweig – Journalist,[11] Moderator
- Leonid Parfjonow – Journalist[12]
- Alexei Piwowarow – Journalist,[13] Chefredakteur des Senders RTVi

## Zulassungen
RTVi ist in Deutschland als Vollprogrammsender durch die Kommission zur Ermittlung der Konzentration im Medienbereich (KEK) zugelassen. Die Medienanstalt Berlin-Brandenburg (mabb) veröffentlichte diese Meldung. Dadurch hat der Sender für werbende Unternehmen, deren Zielgruppe russischsprachige Zuschauer sind, an Bedeutung stark gewonnen. Er nimmt seit Jahren eine führende Stellung in dieser Zielgruppe ein.